# شركة النفط الوطنية الأوغندية
شركة النفط الوطنية الأوغندية (UNOC) هي شركة بترول محدودة المسؤولية في أوغندا وتملكها الحكومة الأوغندية . ينص قانون البترول (التنقيب والتطوير والإنتاج) لعام 2013 في أوغندا على إنشاء شركة نفط وطنية. تم عقد مجلس إدارة لأول مرة في 23 أكتوبر 2015 من قبل رئيس أوغندا.  
يرأس مجلس الإدارة إيمانويل كاتونجول، وهو اقتصادي ورجل أعمال. وهو أحد مؤسسي شركة سيبلا لصناعات الجودة الكيميائية المحدودة، وهي شركة أدوية في شرق إفريقيا والمورد الرئيسي للأدوية المضادة للفيروسات العكوسة في أوغندا. 

## الشركات التابعة
لدى الشركة شركتان فرعيتان مملوكتان بالكامل: شركة مصفاة أوغندا القابضة التي يرأسها المدير العام مايكل نكمبو موجاورا،  وشركة الأنابيب الوطنية الأوغندية برئاسة المدير العام جون بوسكو هابوموجيشا. 
في مايو 2017 ، بدأت بإدارة محطة تخزين جنجا البترولية (JPST) ، التي تبلغ طاقتها التخزينية 30 مليون لتر . JPST هو مشروع مشترك بين UNOC وشركة خاصة، وان بتروليوم لمتد . كانت السعة 15 مليون لتر في التخزين اعتبارا من نوفمبر 2017. 
في ديسمبر 2018 ، قرر مساهمو UNOC أن الشركة ستمتلك 15 في المائة من الأسهم في شرق إفريقيا لأنابيب تصدير النفط الخام (EACOP) ، وما يصل إلى 40 في المائة في مصفاة أوغندا للنفط و 51 في المائة على الأقل في محطة تخزين كمبالا ( KST) ليكون موجودًا في قرية ناموابولا في مقاطعة مبيجي. من المتوقع أن تقوم UNOC بتشغيل وإدارة KST. 

## وصلات خارجية
- أوغندا: واباخابولو الرئيس التنفيذي المعين من أوغندا شركة النفط الوطنية
- أبوظبي تستضيف أوغندا النفط الرئيس وكبار المسؤولين التنفيذيين اعتبارا من 15 تشرين الثاني / نوفمبر 2018.